# Уилсон, Шелби
Шелби Отри Уилсон (англ. Shelby Autrie Wilson; 14 июля 1937, Понка-Сити, Оклахома, США) — американский борец вольного стиля, чемпион Олимпийских игр .

## Биография
Вырос на ферме близ городка Понка-Сити. 
Начал заниматься борьбой в школе, но ни там, ни в колледже университета Оклахомы особых успехов не имел, стал дважды вторым на чемпионате по версии NCAA. Но, в отличие от многих других, продолжал упорно тренироваться. Перед Олимпийскими играми Шелби Уилсон даже временно оставил учёбу, чтобы больше времени уделять тренировкам. . Однако в то время он специализировался на греко-римской борьбе, и лишь с 1959 года начал заниматься и вольной борьбой. 
На отборочных соревнованиях он номинировался в национальный отборочный турнир на всякий случай дважды — от Оклахомы и от Колорадо. На национальных отборочных соревнованиях остался вторым, но на сборы поехал (на сборы отправлялась тройка призёров и именно там решалось, кто будет представлять страну). На сборах опять же пытался отобраться дважды — и по вольной, и по греко-римской борьбе. В греко-римской борьбе он победил на соревнованиях, и уже был отобран в команду, но решил бороться также и в вольной, и там снова оказался вне конкуренции. 
На Летних Олимпийских играх 1960 года в Риме боролся по вольной борьбе в категории до 67 килограммов (лёгкий вес). Выбывание из турнира проходило по мере накопления штрафных баллов. За чистую победу штрафные баллы не начислялись, за победу по очками при любом соотношении голосов начислялся 1 штрафной балл, любое поражение по очкам каралось 3 штрафными баллами, чистое поражение - 4 штрафными баллами. В схватке могла быть зафиксирована ничья, тогда каждому из борцов начислялись 2 штрафных балла. Если борец набирал 6 или более штрафных баллов, он выбывал из турнира. Титул оспаривали 24 человека. Явным фаворитом турнира был двукратный чемпион мира, советский борец Владимир Синявский, которого Шелби Уилсон смог победить в четвёртом круге, в начале встречи пройдя в ноги и заработав один балл, и стать чемпионом олимпийских игр. 
| Круг  | Соперник           | Страна                                    | Результат | Основание                  | Время схватки |
| ----- | ------------------ | ----------------------------------------- | --------- | -------------------------- | ------------- |
| 1     | Паркаш Гиан        | Индия                                     | Победа    | По очкам (1 штрафной балл) | -             |
| 2     | Мартти Пелтониеми  | Финляндия                                 | Победа    | По очкам (1 штрафной балл) | -             |
| 3     | Кацуо Абе          | Япония                                    | Победа    | По очкам (1 штрафной балл) | -             |
| 4     | Владимир Синявский | Союз Советских Социалистических Республик | Победа    | По очкам (1 штрафной балл) | -             |
| 5     | -                  | -                                         | -         | -                          | -             |
| Финал | Мустафа Таджики    | Иран                                      | Победа    | По очкам (1 штрафной балл) | -             |

Он был очень гибок и растянут. Без особых усилий возвращал руку назад даже при полном выключении плечевого сустава и заведении локтя за затылок— 
После олимпийских игр организовал Stronghold Youth Foundation, фонд помощи молодёжи с христианским уклоном, и занимался им, совмещая это с тренерской работой. До последнего времени тренировал в Owen Valley Community High School в городке Спенсер, штат Индиана. 

## Видео
- - Олимпийские игры 1960, вольная борьба, 67 кг: Владимир Синявский (СССР)-Шелби Уилсон (США)